# 통합진보당 부정 경선 사건
통합진보당 부정 경선 사건(統合進步黨不正競選事件)은 2012년 3월 14일에서 3월 18일 사이에 치러진 통합진보당 비례대표 후보자 경선에 관련된 부정 경선이 발생했다는 의혹으로부터 시작됐다. 3월 17일 ARS 조작 의혹이 제기되었다가 나중에는 컴퓨터를 이용한 부정 경선 의혹으로 확산되었고 일부 ID와 IP가 동일한 것으로 나타나는 등의 부정 경선 의혹이 확산되었다.
3월 17일 야권 단일 후보 선출 과정 부정 경선 의혹을 시작으로 이어 4월의 통합진보당 비례대표자 선출 과정에서도 부정 경선 의혹이 제기되어 논란이 확산되었다.

## 사건 초기

### 야권연대 경선과정 여론조사 조작 의혹
통합진보당 이정희 후보가 야권연대 경선과정 조작논란에 휩싸였다. 2012년 3월 17일과 18일에 실시된 야권연대 경선은 ARS 여론조사와 임의전화걸기(RDD) 전화면접으로 절반씩 나눠 진행했다. 조작 의혹은 특정 인터넷 커뮤니티에서 한 네티즌이 이정희 후보의 보좌관으로부터 받은 다량의 문자 내용을 공개해 논란이 시작되었다. 이정희 후보가 조작논란을 인정하고 재경선하겠다고 밝혔으나 김희철 후보는 재경선을 거절했고 이정희 후보가 조작 논란에 크게 휩싸이자 통합진보당과 야권연대 경선을 벌이던 다른 지역구에서도 재경선이나 사퇴를 요구해 문제가 되었다. 그러자, 통합진보당이 민주통합당에 양당 지도부 회동을 요청했으나 민주통합당 박용진 대변인은 "양당 지도부가 만나서 야권연대 전체의 판 유지와 총선의 공동 승리를 위해 노력을 기울여야 한다는 점에는 백 번 공감하지만, 문제를 야기한 측의 태산 같은 책임감을 전제해야 한다."고 주장했다. 이어 "지금은 누가 관악을 야권단일후보가 되느냐가 아니라 정말 어렵게 만들어놓은 전국적 야권연대의 판을 어떻게 공고하게 만들어 갈 것인가에 있다."며 이 후보의 결단을 촉구했다.
한편 범 야당 경선에서 부정 선거 의혹이 처음 제기되었다. 3월 20일 경선에서 승리, 관악을에서 총선 전 야권연대 단일후보 선출과정에서 이정희 통합진보당 대표 관련 여론조사 조작 의혹이 나타났고 그 증거가 나타나면서 논란이 시작되었다.
2012년 3월 21일, 인터넷에서 김희철 민주통합당 관악을 후보 측근인 이행자 시의원의 여론조작 문자 의혹 또한 제기됐다. 하지만 이행자 시의원의 문자 원본이 공개되면서 통합진보당 측이 제기한 김희철 후보 측근의 나이 조작문자 의혹 역시 조작된 것으로 드러났다. 인터넷상에 퍼졌던 문자 사진에서 모자이크 처리돼 가려진 문구는 '은혜마을 집사님'인데,'은혜마을은 이행자 시의원이 다니는 교회 내 20~30대 여전도회 모임의 이름'이기 때문에 이행자 의원의 문자를 받은 사람들이 나이를 속일 까닭이 없게 된다. 이행자 의원 역시 “나이를 속일 이유가 전혀 없다”고 거듭 강조했다.
이를 두고 당권파의 음모론이 제기되었다. 그러나 여론 조작이 확실시 되면서 당권파에 대한 공격이 계속되었다. 결국 2012년 3월 23일, 이정희 대표가 후보직에서 사퇴하였다.

### 비례대표 부정 선거 의혹
통합진보당은 2012년 3월 14일에서 3월 18일까지 온라인 및 현장투표를 실시해 비례대표 순위를 결정했고 이번 대한민국 제19대 총선에서 모두 6명의 비례대표 당선자를 배출했다. 하지만, 총선이 끝난 2012년 4월 20일, 당 홈페이지에 '부정선거를 규탄하며'라는 비례대표 부정선거 의혹을 제기하는 내용의 글을 올린 이청호 부산 금정구 공동지역위원장은 "윤금순(1번) 후보와 오옥만(9번) 후보가 바뀐 건 현장투표였다."면서 현장투표가 엉망이었다는 것은 누구나 알고 있는 사실이라고 말하며 이 위원장은 온라인투표 2위였던 노항래 후보가 2번이 아닌 10번에 배치된 것에 대해서도 조작된 결과라면서 윤금순 당선자와 이석기 당선자는 사퇴 해야 한다고 주장했다. 이 위원장은 이어 "비례대표 선거 최종 집계결과 노 후보가 8번에, 이영희 후보가 10번에 배정됐다."면서 "그런데 갑자기 두 사람 순위가 또 바뀌었다. 도대체 이처럼 순번을 바꾸는 행위가 온당한가?"라고 반문했다.
이 위원장이 언론과의 접촉에서는 "현장투표의 경우에는 투표관리인이 민주노동당 출신 1명뿐이었고, 30인 이상이 신청하면 '이동 투표함'이란 걸 만들 수 있도록 했다."며 (민주노동당 출신이) 박스떼기 하나 들고 표를 주우러 다닌 것이라고 주장했다. 부실한 투표 감시와 비정상적인 투표 제도를 통해 당권파 인사들이 현장투표에서 몰표를 받아 온라인투표에서 강세를 보인 인사들을 제쳤다는 이야기다. 비례대표를 둘러싼 통합진보당 내 논란은 후보 선출 과정에서부터 제기됐고 순위 배정을 둘러싼 갖가지 의문이 나왔다. 전체 200여곳의 현장투표소 가운데 7곳에서 투표인 숫자와 투표함 속의 투표용지 숫자가 일치하지 않는다는 주장까지 불거지기도 했다. 통합진보당은 선거 직후인 12일 공동대표단 회의를 열어 ‘비례대표 후보 선출선거 진상조사위원회’를 구성해 본격적인 조사에 나섰다. 2012년 5월 4일 진상조사위원회의 보고서에서 총체적인 부정이 있음이 드러났으나 이정희 공동대표와 당권 종파들은 진상조사위의 결과를 수용할 수 없다고 발언했다.

### 비례대표 부정 선거에 대한 각 측 주장

#### 당권파의 견해
- 이석기 (비례대표 당선자) 1: '국민 위에 당원;이라는 지적에 대하여 "당원이 원하는 것과 국민이 원하는 게 다르지 않다. 일하는 당원의 정서와 요구가 곧 국민들의 요구이다. 그런 비판은 국민들을 대상화하는 사람들의 논리이다. 국민 눈높이에 맞추라는 건데, 당원들의 눈높이가 국민들의 눈높이이다. 진단 잘못하면 해결책도 잘못된다. 배가 아프다고 두통약 먹을 수 없다.”라며 주장했다.[3]
- 이석기 (비례대표 당선자) 2: 온라인 부정선거에 대해 "어느 나라도 100% 완벽한 선거 없다"며 총선과 대선 등에 부정 선거는 당연히 존재한다고 주장했다.[4]
- 김선동 (전남 순천/곡성 지역구 당선자): 투표용지가 뜯어지지도 않은채 개표된 것에 대해 "실제 부정을 저지를 사람이 뭉텅이 표를 넣겠습니까? 우리 투표용지 관리가 부실해서, 그게 절취선이 절묘하게 잘려서 계속 넣다 보면 그 풀이 다시 살아나 다시 붙는 경우가 있고..."라고 말했다.[5]
- 이정희 (전 대표) 1: 주민번호 뒷자리 중복에 대하여 "우리나라 주민번호 체계상 동일한 지역에서 출생신고를 한 사람 20명만 모이면 그중 한 쌍 이상은 뒷번호 7개가 일치할 확률이 대단히 높다"고 말했다. 이에 대해 조선일보는 익명의 정부관계가 말도 안되는 얘기라고 했으며 "3만 6000여명 중 5명이 같을 확률은 거의 없어 보인다."는 견해를 표명했다고 보도했다.[6]

- 이정희 (전 대표) 2: 주민번호 뒷자리가 '2000000'인 당원에 대한 논란에 대하여 "해외거주자로 선거 당시는 주민번호가 없어 2000000으로 기재했다”고 주장했다. 선거일에는 귀국을 해 새로운 주민번호를 부여받고 정상적으로 투표를 했다는 것이다. "선거공고 당시에는 어떤 이유에서든 한국 국적 소지자가 아니었지만, 이후 국적을 회복해 주민번호를 부여받고 투표에 참여했다."라고 주장. 이에 대해 미디어 오늘의 허완 기자는 "정당법상 대한민국 국민만이 당원이 될 수 있고, 만약 이를 무시하고 국적획득 이전에 당원 등록을 하는 것은 범법행위"라고 반박했다.[7]

- 이정희 (전 대표) 3: 투표 참여 대리 서명에 대하여 "하나하나 규정을 다 따져서 보면, 다른 분이 대신 서명한 것은 장난이든 무엇이든 그런 일이 있어서는 안 될 것"이라면서도 "그러나 그것이 명부조작 의심으로, 부정선거를 자행한 사람으로, 통합진보당의 투표는 모두 믿을 수 없고 부정이 만연했다는 평가를 받을만한 것인가에 대해서 어떤 제대로 된 조사도 되지 않은 발표였다"[8]고 주장했다.

#### 중앙위원회 폭력 난투극 사건
그러나 부정 경선에 대해 수긍하지 못하던 당권파는 계속 항의하였고 일부 당권파는 같이 고생한 동지들을 함부로 내치려 하느냐며 항의하였다. 2012년 5월 12일에 열린 통합진보당 중앙위원회에서 심상정 의장은 오후 9시 40분 경 강령 개정안을 의결하며 "만장일치"를 선포했다. 그러나 당시 중앙위원들 중엔 반대표를 던진 사람도, 기권한 사람도 있었다. 만장일치가 아닌데도 만장일치를 외친 상황이었다. 이에 흥분한 참관인들은 의장의 잘못된 회의 진행을 막기 위해 단상 진입을 시도하게 된다. 결국 조준호 공동대표는 오가는 물리적 충돌로 인해 디스크 판정을 받았으며 인공관절을 삽입하는 수술을 하였다. 유시민 공동대표 역시 물리적 충돌로 인해 부상을 당했다. 이 과정에서 유시민 대표의 안경이 날아가는가 하면 일부 간부들은 부정행위에 흥분한 당원들에 의해 옷이 찢겨지거나 머리카락이 뜯기는 등의 부상을 당했고 장내는 주먹과 발길질 등의 난투극이 벌어졌다. 분란은 2시간 가까이 진행되다가 겨우 진정되었다.

### 당내 갈등 확산
2012년 5월 16일에 40대 당원 분신 사건이 벌어졌다. 통합진보당 중앙 당사 앞에서 40대 당권파 남성이 분신을 하려던 일이 벌어졌다. 그러나 바로 달려나온 일부 당원들에 의해 저지되었고 소방차가 출동하는 사태가 벌어졌다. 얼마 뒤 민주노총에서는 통합진보당과 결별할 의사를 밝히기도 했다.

### 분당을 위한 비례대표 셀프제명 논란
통합진보당의 비례대표 4인 박원석, 정진후, 김제남, 서기호는 의원직을 유지한채 당적을 이탈하기 위해 스스로를 제명하는 이른바 셀프제명을 자행했다. 이에 대해 CBS 김현정의 뉴스쇼와의 인터뷰에서 이정희 대표는 비례대표 의원은 당을 탈당하면 의원직을 잃는 것이라며 통합진보당과 함께 못하겠다고, 나가시겠다고 하면 당을 살릴 분이 이어받아야 한다고 밝혔다. 통합진보당 이상규 의원도 동료의원에게는 의원직 사퇴를 요구하면서도 정작 자신들은 의원직만은 움켜쥐겠다는 탐욕이 진보원칙도, 상식과 순리도, 당헌당규도 내팽개쳤다고 신당권파를 강하게 비판했다. 이에 통합진보당은 2012년 10월 15일 셀프제명 무효 소송을 냈다.

## 사건 후기
검찰 수사결과 통합진보당 구당권파 및 신당권파 총 462명이 부정 경선 혐의로 기소되었으며(2012. 11. 15) 현재 형사재판이 진행 중이다.
다만 애초 부정경선 논란의 당사자였던 이석기, 김재연 의원은 검찰이 기소하지 못했다. 통합진보당 제안으로 온라인 투표의 블랙박스나 다름없는 웹로그 분석을 진행한 IT전문가 김인성 한양대 교수는 온라인 투표는 근본적 한계가 존재할 수 밖에 없다며 같은 집에서 집에서 남편이 아내 대신 아내 핸드폰으로 인증번호를 받아 아내 것까지 대신 투표해주는 사례는 검찰이 아무리 수사해도 밝힐 수 없는 사안이라며 가족이나 친구 등의 당원들이 자발적 동의 하에 자신의 투표권을 위임하거나, 위임받아서 대신 투표해주는 개별적 대리투표 사례까지 100% 막을 수 없다고 밝혔다. 또한 검찰은 개별적 대리투표 사례 중에 투표권자의 의사를 왜곡한 사례(A후보를 찎어달라고 부탁받고 투표권을 위임받았으나 실제로 B후보를 찍은 경우 등)가 발생하지 않았는지 수사했지만 그 결과 거의 대부분 대리투표를 부탁한 사람이 원하는대로 표가 행사되었음이 확인되었다고 주장했다. 이런 온라인 투표의 한계점들을 모두 감알할 때 통합진보당의 비례대표 경선은 온라인이란 한계에도 불구하고 대단히 깨끗하게 치러진 선거였다고 주장했다.
또한 김인성 교수는 당원들의 개별적으로 투표권을 위임하고, 대신 투표해준 개별적 대리투표와 달리 후보 차원의 조직적 부정은 국민참여당 최고위원 출신 유시민계 오옥만 후보 측에 있다고 주장했다. 공장, 병원, 노조 사무소, 공식 현장 투표소처럼 동일 IP 투표가 많이 나올 수 있는 정당한 사유가 없는 건설회사 사무실에서 오옥만 후보의 몰표가 이루어졌고, 현장투표소가 아니었음에도 현장투표에서만 사용할 수 있는 관리자 아이디가 사용되어 미투표자 확인 기능(투표하지 않은 당원들의 정보)이 수천회 이상 사용되었으며 로그를 통해 확인한 결과 이곳의 IP에서 로그인-투표-로그아웃이 기계적으로 반복되었다는 것이 김인성 교수의 주장이다.
박무 1차진상조사위원은 이에 대해 국민참여당 출신 노항래 후보를 제외한 거의 대부분의 후보들 특히 당권파 이석기 후보 측의 경우 동일 IP가 타 후보에 비해 압도적으로 많으며 더군다나 "공식 현장 투표소"에서 하였다 하여도 대리투표는 여전히 부정투표이며 나아가 "공식 현장 투표소"가 아닌 곳에서도 이정희 대표 측이 주장하는 바와 달리 오옥만 후보를 비롯한 다른 후보와 비교할 수 없을 정도로 많은 대리투표가 자행되었다고 당시 통합진보당 게시판에 관련 자료를 근거로 올렸다.
그러나 동일 IP는 부정의 증거가 될 수 없다는 것이 김인성 교수의 주장이다. 다른 컴퓨터를 쓰더라도, 공유기가 같으면 밖에서 볼 때는 모두 동일 IP로 보이기 때문이다. 실제로 한 병원에서 각자 다른 컴퓨터로 투표했지만, 공유기는 같아 동일IP로 보인다. 이 병원에서는 보건의료노조 출신인 나순자 후보에게 몰표가 나왔다. 실제로 보건의료노조 출신 후보에 대해 병원에서 몰표가 쏟아지는 것처럼 정치적 입장이 같은 사람들이 모인 정당에서 후보자의 경력과 지지기반 지역에 따라 몰표가 나오는 것은 부자연스러울 것이 없다는 것이 김인성 교수의 주장이다. 또한 박무위원은 대리투표는 여전히 부정투표라고 주장하지만, 당시 통합진보당 선거규칙 상 대리투표에 대한 규정은 없었다. 또한 가족인 친구 등이 자신의 자발적 동의 하에 투표권을 위임하고, 인증번호를 불러주는 것처럼 개별적으로 본인이 직접 투표하지 않은 경우에 대해서는 김인성 교수가 이미 온라인 투표의 한계상 이를 100% 막는 것은 불가능하다고 밝혔다. 투표권자가 자신의 자발적 동의 하에 투표권을 위임하고, 투표권자가 실제 찍을려고 했던 후보를 그대로 대신 찍어준 것이라면 것이라면 강제로 투표권을 빼았은 것도 아니고, 투표권자의 의사를 왜곡한 것이 아니기 때문에 이에 대해 죄를 묻기도 어렵다는 것이 김인성 교수의 주장이다. 또한 김인성 교수는 이렇게 개별적 대리투표는 중앙당이나 선거관리위원회가 아무리 노력해도 막을 수 없는 것인데, 아무리 노력해도 막을 수 없는 것을 근거로 막지 못했고, 알아내지 못했다고 비난하는 참여계는 악랄한 집단이라고 비판했다. 오옥만 후보를 비로한 다른 후보와 비교할 수 없을 정도로 대리투표가 자행되었다고 박무 조사위원은 주장했으나 이석기, 김재연 의원에 대해 검찰은 기소 자체를 하지 못했다. 부정경선 혐의로 구속된 비례후보는 오옥만, 이영희, 윤갑인제로 모두 통합진보당을 탈당한 탈당파들이다.
또한 미투표자 확인 기능(투표하지 않은 당원들의 정보)의 활용에 있어서도 지명한 오옥만 후보와 비교할 수 없을 정도로 많은 장소와 횟수를 기록하였다고 관련 자료를 제시하였다. 특히 엑셀 다운로드 기능 등은 이정희대표 측의 당직자들만이 사용한 최고급 정보로서 이를 불법적으로 사용하였다고 또한 관련 근거를 제시하였다.
미투표자 현황을 엑셀 다운로드 기능을 통해 특정후보에게 유리하게 알려줬다는 박무 조사위원의 주장에 대해 오충렬 통합진보당 전 총무실장은 민중의 소리와의 인터뷰를 통해 반박했다. 오충렬 전 실장은 서류봉투에서 미투표자 열람과 관련한 소명 자료를 꺼내 기내 앞에 펼쳐놨다. 자료 각각의 페이지에는 지난 3월 비례대표 경선 당시, '인터넷투표를 하려고 하는데 핸드폰 인증번호가 날아오지 않는다. 조치를 바란다'라며 당원들이 오충렬 전 실장에게 보낸 문자 메시지 사진 등이 빼곡하게 프린트 돼 있었다. 2009년부터 오충렬 전 실장은 민주노동당 중앙선거관리위원회 간사를 3년동안 맡았다. 중앙당으로 올라오기 전 광주시당 당직자로 있으면서도 선거관리위원회 간사를 했다.오랜 경험으로 선거관리 업무도 잘 알고 있고, 인터넷투표 시스템 관리도 직접 해 온 만큼 투표 시스템에 대해서도 누구보다 잘 알고 있다고 할 수 있고, 그러다보니 총무실의 다른 국장과 함께 선거관리 업무를 돕게 됐다.
오츙렬 전 실장이 도맡아 한 일이 바로 인터넷 투표 시스템에 접속해서 투표를 하려는 당원들에게 문제가 있으면 이를 해결해 주는 일이었다. 그 일의 대부분은 투표시스템에 접속해 투표를 하려는데 핸드폰으로 인증번호가 날아오지 않으니 조치를 해달라는 것이었다. 인터넷투표를 하려면 핸드폰으로 본인인증 절차를 거쳐야 하기 때문이다.
예를 들면, 제주 지역의 A당원이 인터넷 투표를 하기 위해 투표 시스템에 접속해 핸드폰으로 본인 인증을 하려는데, 인증번호가 날아오지 않는 문제가 발생했다. 그러면 A당원은 자기가 속한 지역위원회 사무국장에게 전화를 걸어 투표가 잘 안 되니 조치를 취해달라고 한다. 사무국장은 문자 메시지로 오 전 실장에게 투표 문제가 발생한 당원의 이름과 핸드폰 번호를 알려주면서 확인을 요청한다. 이를 접수한 오충렬 전 실장은 투표관리시스템에 접속해 '유권자리스트'를 클릭해 들어간다. 그러면 검색창이 뜨는데, 문제가 발생한 A당원의 이름을 쳐 넣는다. A당원이 유권자가 맞으면 아디이와 이름, 핸드폰 번호가 나온다. 투표 여부도 알 수 있다.
투표를 안 한 게 맞으면, 당원관리프로그램에 접속해 A당원의 핸드폰 번호를 자신의 핸드폰 번호로 바꿔 입력한 후, 인터넷투표시스템에 접속해 A당원의 이름과 핸드폰 번호(당원 관리프로그램에서 A당원의 핸드폰 번호를 자신의 핸드폰 번호로 바꿔놨으므로, 오 전 실장의 핸드폰 번호를 입력한다)를 입력해 인증번호가 제대로 날아오는지 확인한다. 이 모든 절차를 거치고 인증번호가 정상적으로 날아오는 것이 확인되면, 다시 당원관리프로그램에 접속해 핸드폰 번호를 A당원의 것으로 정상적으로 고쳐놓은 후, 문의를 했던 당사자에게 연락해 시스템에는 문제가 없으니 다시한번 투표를 시도해보라고 답을 준다. 이 과정에서 오 전 실장이 접속하는 시스템을 간단히 표현하면, 투표관리시스템 -> 당원관리프로그램 -> 인터넷투표 시스템 순이다. 오 전 실장은 비례대표 투표 기간이었던 3월 14일부터 18일까지 닷새동안 이 일을 반복했다. 그는 "한 건 처리하는데 30분가량 소요됐다"면서 "투표기간에는 이 일 때문에 다른 일을 못 할 지경이었다"고 해명했다.
통합진보당이 추후 발표된 진실보고서에도 투표가 처음 개시된 2012년 3월 14일에는 투표율이 낮을 수 밖에 없기 때문에 유권자 전체 수와 큰 차이가 없으며 따라서 3월 14일에 미투표자 현황을 다운받은 것은 기능 확인용으로 판단된다고 나온다. 투표마감 전날인 3월 17일에는 4회의 미투표자 명단 다운로드 시도가 있었는데 그 중 두번은 실패하였고 2시 23분과 3시 32분에 다운로드에 성공했으며 이후 이 명단을 사용해 미투표자 전원에게 투표 독려 문자 메시지가 발송되었다고 나온다. 투표 마지막 날인 3월 18일에는 오전 11시 27분에 한 차례 다운로드를 하여 12시 19분에 미투표자 명단에 있는 저원에게 투표 독려 문제 메시지를 발송하였다고 해명했다. 또한 통합진보당은 진실 보고서를 통해 중앙당 당직자들이 부정을 저지르기 위해서는 해당 부서 당직자 전원의 공모가 있어야 한다며 공모가 있었다고 하더라도 공개적으로 노출된 중앙당에서 이런 일은 이루어지기 어렵고, 더구나 모든 기록이 남는 온라인 업무에서는 불가능에 가깝다고 밝혔다.
오옥만 후보에 대한 몰표가 이루어진 건설회사 이사인 고모씨 또한 오옥만 선본 소속으로 참여계의 참모였으며, 추후 통합진보당 부정경선 논란이 발생하자 오옥만 후보의 추천을 받아 진상조사위원이 된다. 이에 대해 통합진보당 이정희 대표는 조직적인 대규모 범죄행위를 저지른 바로 그 분이 진상조사위원이 되었고 자신의 부정을 감추고 이석기, 김재연 의원에게 조직적 부정이 있었던 것처럼 몰아갔다고 주장했다. 부정행위로 구속된 사람이 진상조사위원이 되었다는 점을 강조하며 통합진보당 비례경선을 총체적 부정, 부실로 규정한 조준호 위원장의 진상조사보고서의 신뢰성에 의문을 제기하며 허위보고서라 밝혔다. 또한 이정희 대표는 오옥만 후보 측이 조직적 부정을 한 것과는 별개로 개별적으로 당원들이 직접 본인이 투표하지 않은 사례들이 있을 수야 있지만 민주당에서도 진행한 모바일 투표도 실제로 모바일 투표의 버튼을 누른 사람이 누구인지는(ex. 남편이 핸드폰을 두고 가서 아내가 남편 부탁을 받고 대신 투표해준 경우 등에 대해) 확인을 안하다며 문제 안 삼기로 하니까 모바일 투표를 하는 것이고, 이는 인터넷 투표도 마찬가지라고 밝혔다. 즉, 온라인 투표의 한계상 당원들의 개별적 대리투표는 100% 막을 수 없고, 후보차원의 조직적 부정은 참여계에서 있었다는 것이 이정희 대표의 주장인 것이다.
부정의 당사자가 진상조사위원이 되었다며 도둑이 매를 든 격이라는 구당권파의 주장에 대해 신당권파는 고영삼 씨는 온라인 투표가 아닌 현장투표 분과 진상조사위원이었다고 반박했지만, 이에 대해 김인성 교수는 고영삼은 현장분과임에도 불구하고 온라인 분과를 넘나들었다고 재반박했다.
이에 대해서 박무 1차진상조사위원은 시사IN에 기고한 글에서 온라인 투표 부정행위의 조사는 본인 혼자한 것으로 고영삼씨가 이와 관련된 조사에 전혀 관여하지 않았으며 또한 당초 조사보고서에 이석기, 김재연 후보를 비롯한 특정인을 직접 거명한 적이 없었기에 이를 호도하고 허위 적시하는 것은 사실관계와 다른 정치적 저의가 있다고 하였다. 그러나 부정을 도운 당사자(고영삼)가 부정의 도움을 받은 후보(오옥만)의 추천을 받아 진상조사위원이 되었다는 사실만으로도 일반인의 상식으로 이해할 수 없는 것에 해당하며, 고영삼 씨는 통합진보당 진상조사위원이 되고 난 뒤에도 진상조사위원 자격으로 통합진보당 당원게시판에 다양한 부정사례들이 있었다는 내용의 글을 올리며 당원들 사이의 부정논란과 불신을 극대화시켰다.
이와 별개로 김인성씨가 고영삼씨가 '현장분과임에도 불구하고 온라인 분과를 넘나들었다고 재반박"했다 하였지만 그 어느 곳에서도 관련 내용을 발견할 수 없다. 더군다나 그는 당권파로부터 로그파일을 단순 조사하는 용역을 맡은 입장에서 이런 내부의 상황을 거론할 만큼 역할도 정보도 없는 사람으로 알려져 있다. 오히려 김인성씨는 이정희 대표 측인 당권파에 의해 당초 2차진상조사위원으로 끌여들이려다 좌절되었던 인사로서 그럼에도 당권파에 의해 조사용역을 하게 되었다. 그런 그의 조사결과 내용이 당권파에 극히 유리하도록 사실을 심각하게 왜곡하였다는 박무 1차진상조사위원은 관련 자료를 제시하기도 하였으며 이에 결과적으로 통합진보당의 진실을 더욱 어지럽게 한 장본인으로 지적을 받고 있다.
하지만 박무조사위원의 주장과 달리 김인성 교수는 민주통합당 대선후보 모바일 투표 과정에 문제가 생기자 이에 대해서도 검증한 IT전문가이며, IT 분야 관련 한양대학교 교수이다. 그러나 바로 이 김인성 교수가 만든 온라인보고서는 진상조사특위에 이른바 신당권파 위원들에 의해 폐기된다. 이에 대해 구당권파 인사들은 외주를 준 외부인사의 보고서를 내부인사가 수적 우위를 앞에서 폐기시킨 것이라고 강하게 반발한다. 또한 김동한 2차 진상조사위원장은 이번 조사는 객관성과 공정성이 철저히 보장되지 못했음을 인정하지 않을 수 없다며 진상조사보고서에 자신의 이름을 올리지 말 것을 요구하며 진상조사위원장직을 사퇴한다.
이정희 대표는 통합진보당 대통령 후보가 되고 난 이후 2012년 11월 30일 오마이뉴스와의 인터뷰에서도 통합진보당 부정경선 사건을 언급했다. 오마이뉴스와의 인터뷰에서 이정희 대표는 건설회사 사무실에서 제주도당의 공식 선거 IP를 도용해서 미투표 6000건의 정보를 확인해 빠른 속도로 투표 값을 입력시켰다는 혐의를 오옥만 후보가 받고 있다며 이런 것이 진짜 문제라고 주장했다. 이석기 의원의 지시를 받고 부정을 했느냐가 핵심인데 오옥만 후보의 건은 본인관련성이 확인되었으며 이석기 의원이 관련된 건 있다면 왜 구속 안 했겠나고 반문했다. 또한 이석기 의원이 부정의 당사자라서가 아니라 공동책임을 지고 사퇴하자는 것이 아니었냐는 취지의 기자의 질문에 대해서는 오옥만 후보의 부정을 숨기고 이석기, 김재연 후보가 부정의 당사자인 것으로 뒤집어 쓴 상태에서 사퇴할 수는 없었으며 그 전에 오옥만 후보가 자기 죄를 고백했어야 한다고 주장했다.
새누리당과 민주통합당 원내대표는 2013년 3월 17일 정부조직개편 관련 합의 사항에 서명하면서 동시에 '국회운영 관련 합의사항'에도 함께 이름을 올렸다. 새누리당과 민주통합당 원내대표가 합의한 국회운영 관련 합의사항에는 18대 대통령 선거과정에서 제기된 국가정보원 직원의 댓글 의혹과 관련, 검찰 수사가 완료되는 즉시 국정조사를 실시와 감사원 감사 결과 발표 이후 조사가 미진할 경우 4대강 사업 국정조사 실시에 노력한다고 합의했다. 그러면서 통합진보당 이석기, 김재연 의원에 대한 자격심사에도 합의했다.
이에 대해 통합진보당은 이석기, 김재연 두 의원은 검찰이 비례경선과 관련해 기소조차 하지 못했다며 자격심사안 자체가 성립되지 않는다고 주장했다. 또한 통합진보당은 새누리당과 민주통합당 원내대표가 이석기, 김재연 의원 자격심사를 합의한 것에 대해 긴급 최고위원회-의원단 연석회의를 열어 강력반발했다. 이 자리에서 이정희 대표는 이석기, 김재연 의원이 경선에서 어떠한 부정에도 관련되지 않았음이 객관적 자료로 이미 확인되었다며 대검 공안부가 무려 7개월 동안 수사력을 모두 동원해서 표적수사를 벌였지만 오히려 당초 이 논란을 일으키고 탈당한 당사자와 그 측근들이 부정에 개입되어 구속되었을 뿐 이석기, 김재연 두의원은 어떠한 관련도 없어 기소조차 되지 않았다고 주장했다. 이정희 대표는 민주통합당 박기춘 원내대표를 향해서도 이런 내용을 알면서도 합의한 것이냐며 그렇다면 명백히 새누리당의 진보당 탄압에 동조한 것이라고 주장했다. 또한 지금 제1야당이라는 민주통합당이 할 일은 정부여당의 횡포를 견제하는 것이지, 다른 야당을 경쟁상대로 두고 견제하는 게 아니라고 밝혔다.
또한 이석기, 김재연 의원은 2013년 3월 18일 자신의 자격심사에 합의한 이한구 새누리당 원내대표와 박기춘 민주통합당 원내대표를 명예훼손으로 고소했다. 그 뒤에도 이석기, 김재연 의원은 자신의 자격심사 발의에 서명한 새누리당 15명, 민주당 15명 의원들에 대해서도 무고와 명예훼손으로 고발했다.
통합진보당은 새누리당과 민주당의 이석기, 김재연 의원 자격심사 합의에 대해 2013년 3월 23일에 전국지역위원장 연석회의도 열어 박근혜 정부와 새누리당, 민주통합당 모두를 맹비난했다. 이정희 대표는 이날 전국지역위원장 연석회의에 참석해 정부의 입장과 견해가 다르다고 하여 종북이라고 낙인찍고 소속 의원들을 함부로 제거할 수 있다는 발상 자체가 유신의 잔재라고 박근혜 정부를 비난했다. 민주당을 향해서도 이정희 대표는 유신독재가 부활하고 있는데 정권의 칼날이 무서워 자기 혼자만 살겠다는 비열한 행태이며 기만과 배신의 정치를 하고 있다고 비난했다.
이석기 의원도 한겨레와 인터뷰를 통해 자신에 대한 자격심사가 부당하다고 주장했다. 이석기 의원은 한겨레와의 인터뷰에서 검찰이 경선부정 밝힌다고 당원투표 전수조사까지 하면서 거꾸로 자신의 기소조차 하지 못했다며 그런데 국회서 자격심사라니 황당무계하다고 주장했다. 자격심사 발의에 합의한 민주통합당에 대해서도 엄청난 색깔공세에 대한 두려움과 그 두려움에 입각한 정치공학적 계산이 자격심사안 발의로 이어진 것 같다고 추측했다. 공동책임을 지고 다같이 사퇴하자고 했던 신당권파의 주장에 대해서도 이석기 의원은 공동책임을 지자는 주장은 아무도 책임지지 말자는 소리가 똑같다며 진실규명 없이 정치적 책임 운운하는 것은 진보의 가치에 반하는 것이고, 진보의 힘은 진실을 지키는 데에서 나온다고 주장했다.
2013년 7월 22일 열린 통합진보당 비례대표부정경선 사건 재판에서는 통합진보당 사태 당시 참여계 쪽에 결정적 증거 자료를 제공한 박무가 출석했다. 박무는 이 자리에서 "투표값 조작은 확인하지 못했다"라고 증언했다. 투표값 조작 여부는 진보당 비례경선 부정여부를 가리는 중요한 쟁점이었다. 지난해 진보당 내부 논란이 일던 당시 박씨는 ‘조작 가능성’을 제기한 바 있다. 박씨는 지난해 5월 4일 열린 통합진보당 전국운영위원회에서 “프로그램 조작은 가능하다”고 말했다. 이 같은 주장으로 지난해 통합진보당은 일대 혼란으로 접어들었다. ‘데이터 조작’이라는 범죄 행위에 누군가 개입했다는 의혹이 일파만파 퍼져나갔고, 통합진보당은 ‘부정’과 ‘범죄’의 소굴이라는 오명을 뒤집어 쓰게 됐다. 그는 “진행된 투표값은 나중에 발표된 투표값과 일치했나”는 변호사의 질문에 “특별한 이상이 없었다”고 답했다.

## 재판
대리투표를 한 잔류파들은 한양대 컴퓨터공학과 김인성 겸임교수의 검증결과를 근거로 부정행위는 이탈파들만이 범했으며 선거는 깨끗한 선거였고 자신들은 무죄라고 주장하였으나, 2013년 10월부터 2014년 1월까지 대구지법, 광주지법, 제주지법 등 전국 각지의 지방법원에서 열린 1심 재판에서 잔류파들 또한 선거에서 부정행위를 범한 사실이 인정되어 잇달아 유죄를 선고받았다.
유일하게 서울중앙지법 1심 재판에서만 무죄를 선고받았으나, 이는 부정행위가 없었다는 잔류파들의 주장이 인정되어서가 아니라 통합진보당 자체적으로 대리투표 등 부정행위를 어느 정도는 용인할 의사가 있었던 것으로 보인다는 담당판사의 해석에 따른 것이었으며,
2013년 11월 대법원에서 서울중앙지법 판결을 파기하고 정당 내에서 이루어진 선거에 대해서도 직접투표 등 투표의 기본 원칙은 지켜져야 하며 따라서 대리투표 등을 저지른 잔류파들의 행위 또한 부정행위로 유죄라는 선고를 내림으로써,
부정행위는 이탈파들만이 범했으며 자신들은 무죄라는 잔류파들의 주장은 법원에 의해 공식적으로 부인되었다.
이후의 법원 재판 또한 대법원이 제시한 기준에 따라, 통합진보당의 해당 선거에서 부정행위들이 발생했음을 인정하고, 잔류파ㆍ이탈파를 막론하고 관련자들 거의 전원에게 그 가담 정도에 따른 유죄를 선고하고 있다.
그리고 대한민국 헌법재판소는 통합진보당 해산심판 사건에서 통합진보당의 비례대표 부정경선과 야권단일화 여론조사 여론조작을 해산 사유로 판결해 통합진보당은 해산되었다.

## 관련 서적
- 《진보의 블랙박스를 열다》, 김인성·이병창·김영종·김갑수·김준식·이시우·최진섭·김귀옥·김대규 공저, 들녁, ISBN 8975279195 {{isbn}}의 변수 오류: 유효하지 않은 ISBN.

## 같이 보기
- 통합진보당
  - 이석기 사건
- 이석기
- 국민참여당
  - 유시민
- 민주노동당
  - 민족 해방 (NL)
    - 주체사상파
      - 경기동부연합

  - 이정희
- 진보신당
  - 민중 민주 (PD)
- 진보정의당